# Tricarpelema pumilum
Tricarpelema pumilum là một loài thực vật có hoa trong họ Commelinaceae. Loài này được (Hallier f.) Faden miêu tả khoa học đầu tiên năm 1996.